# Sosnovsky (huyện của Chelyabinsk)
Huyện Sosnovsky (tiếng Nga: ? райо́н) là một huyện hành chính tự quản (raion), của Tỉnh Chelyabinsk, Nga. Huyện có diện tích 2107 kilômét vuông, dân số thời điểm ngày 1 tháng 1 năm 2000 là 56000 người. Trung tâm của huyện đóng ở Dolgoderevenskoye.